# Gösta Andrée
Gösta Emil Andrée född 18 januari 1899 i Stockholm, död 21 januari 1959 i en flygolycka strax norr om Visby, var en svensk direktör och fältflygare.

## Biografi

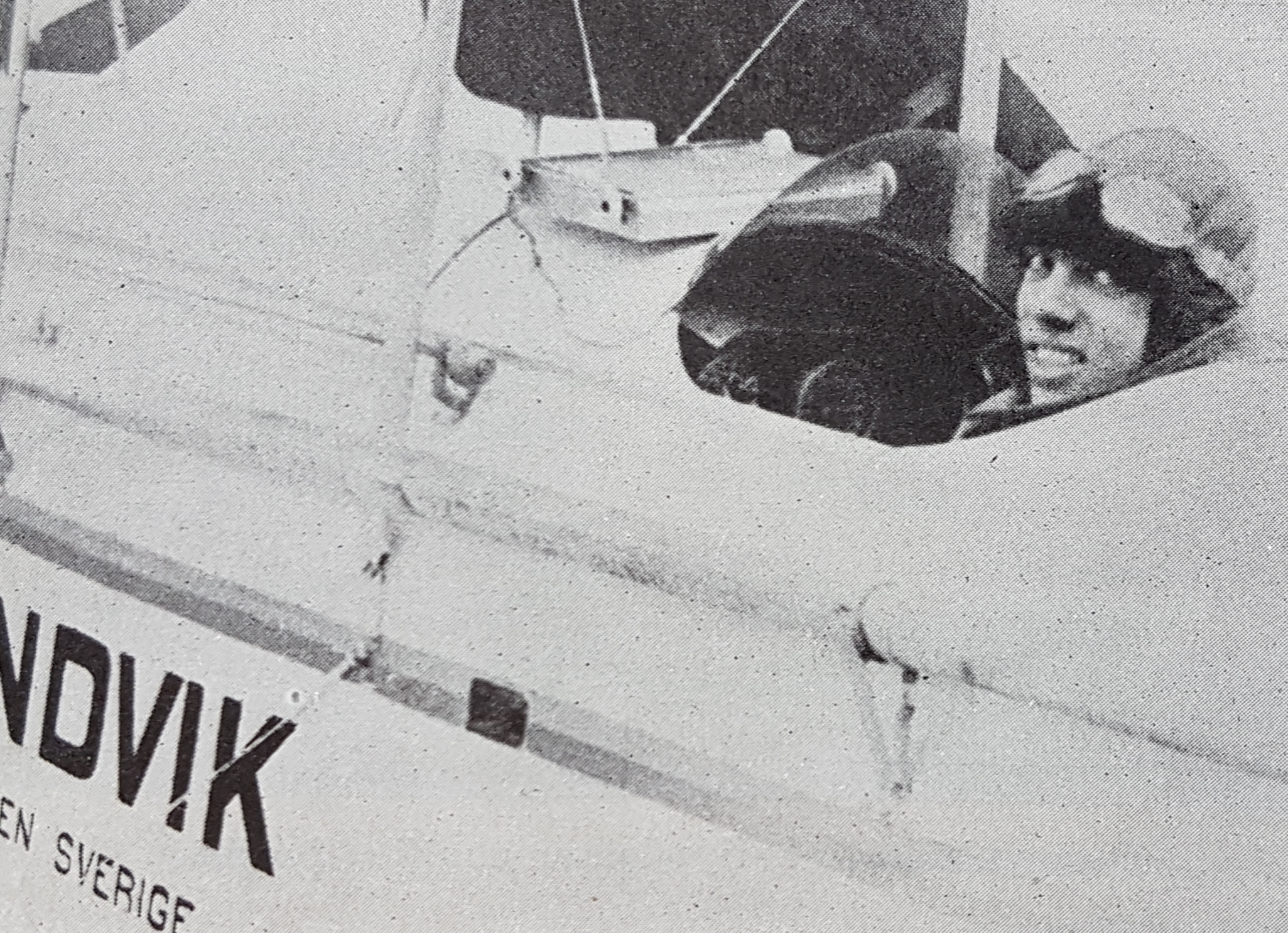
Gösta Andree startklar i flygplanet Sandvik iför sin afrikaflygning.

Andrée avlade svenskt aviatördiplom 1919, och genomgick året efter militär flygutbildning till fältflygare. Andrée innehade A:2 certifikat nr. 11, utfärdat den 25 oktober 1930 och trafikflygarecertifikat C 17, utfärdat den 20 juli 1931. Han blev 1920 den första svensk som ensam flög över Engelska kanalen. 1929 genomförde han den första svenska långdistansflygningen Stockholm-Kapstaden tur och retur med en De Havilland Cirrus Moth SE-ABS. Han blev chef för Göteborgs Lufthamn 1930 och Visby flygplats 1944. Andrée innehade körkort nr A. 1527
Flygplanet, kallat Sandvik, finns nu på Svedinos Bil- och Flygmuseum i Ugglarp, Halland.